# Habenaria carvajaliana
Habenaria carvajaliana är en orkidéart som beskrevs av Roberto González Tamayo och Cuevas-figueroa. Habenaria carvajaliana ingår i släktet Habenaria och familjen orkidéer. Inga underarter finns listade i Catalogue of Life.